# Jean-Marie Pallardy
Pour les articles homonymes, voir Pallardy.
Jean-Marie Pallardy, né le 16 janvier 1940 à Moulins et mort le 12 décembre 2024 à Clamart,,, est un réalisateur, acteur et producteur de cinéma français ayant commencé sa carrière dans le cinéma érotique. Il a aussi réalisé des films d'action et des polars.

## Biographie
Après avoir commencé une carrière de mannequin, Jean-Marie Pallardy décide de s'orienter vers une carrière artistique et entre ainsi dans le monde cinématographique.
Dans son travail, il emploie les pseudonymes de Boris Pradley, Boris Pradlay, ou Jean-Marie Pallody.
Il jouit d'un statut de personnalité culte auprès des amateurs de nanars. Son film Vivre pour survivre est régulièrement considéré comme l'un des plus grands nanars de l'histoire du cinéma.
Il est par ailleurs le frère aîné de l'ostéopathe Pierre Pallardy.

## Filmographie
- 1972 : L'Insatisfaite
- 1972 : Le Dossier érotique d'un notaire
- 1973 : Le Piège
- 1974 : Règlements de femmes à OQ Corral
- 1974 : L'arrière-train sifflera trois fois
- 1974 : Le Journal érotique d'un bûcheron
- 1974 : L'Amour aux trousses
- 1977 : Tremblements de chair ou La Donneuse
- 1977 : Le Ricain
- 1978 : Prends-moi de force
- 1978 : L'Amour chez les poids-lourds (I grossi bestioni)
- 1979 : Une femme spéciale
- 1979 : Amoureuse Volcanique
- 1980 : Le Journal érotique d'une Thaïlandaise (de)
- 1980 : Trois Filles dans le vent
- 1982 : Bruce contre-attaque
- 1984 : Vivre pour survivre (White Fire)
- 1985 : Emmanuelle à Cannes (it)
- 1987 : Foxtrap
- 1987 : Overdose
- 2000 : Femmes ou Maîtresses (The Donor)
- 2009 : Tuer pour aimer (Kill for love)